# Bruno Hinz
Bruno Hinz (ur. 25 sierpnia 1915 w Nordhausen, zm. 28 lutego 1968 roku w Monachium) – niemiecki wojskowy Waffen-SS w stopniu SS-Hauptsturmführera.

## Biografia
Brał udział w przyłączaniu Austrii do Rzeszy i zajmowaniu Sudetów. Został ciężko ranny podczas kampanii francuskiej. 21 września 1940 roku awansowany na stopień SS-Unterscharführera. Od grudnia 1940 do marca 1941 przydzielony do zapasowego batalionu SS „Deutschland”. Uczęszczał do SS Junk School w Brunszwkiu.
W październiku 1941 roku przydzielony do pułku SS „Wiking”, gdzie dowodził drużyną. 30 stycznia 1942 roku awansowany na stopień SS-Untersturmführera. Dowódca 2 Pułku Grenadierów Pancernych SS „Westland”. 17 kwietnia 1943 roku odznaczony Krzyżem Niemieckim. Brał udział w bitwie o Dniepr, podczas której został ciężko ranny w płuco. W związku z tym wrócił do Niemiec, gdzie przeszedł 4 operacje. W lutym 1944 roku wrócił na front i przejął dowodzenie nad 3. kompanią 38 Pułku Grenadierów SS.
Wraz ze swoimi oddziałami został okrążony w Normandii (okolice Saint-Lô), jednakże udało mu się wydostać z kotła. 23 sierpnia 1944 roku już jako SS-Obersturmführer odznaczony Krzyżem Rycerskim Krzyża Żelaznego z Liśćmi Dębu. Po ponownym zranieniu odesłany do Bad Tölz, gdzie 9 listopada 1944 roku został awansowany na SS-Hauptsturmführera. Od 20 stycznia 1945 roku dowodził batalionem w 17 Dywizji Grenadierów Pancernych SS „Götz von Berlichingen”.
Zmarł w Monachium 28 lutego 1968 roku.

## Odznaczenia
- Krzyż Żelazny II Klasy (16 czerwca 1940)[2]
- Krzyż Żelazny I Klasy (2 grudnia 1941)[2]
- Złoty Krzyż Niemiecki (17 kwietnia 1943)[2]
- Krzyż Rycerski Krzyża Żelaznego (2 grudnia 1943)[2]
  - Liście Dębu (23 sierpnia 1944)[2]
- Złota Odznaka za Rany (18 lipca 1944)[2]
- Złota Odznaka za Walkę Wręcz (5 września 1944)[2]
- Srebrna Odznaka Szturmowa Piechoty[2]
- Medal Pamiątkowy 13 marca 1938[2]
- Medal Pamiątkowy 1 października 1938[2]
- Medal za Kampanię Zimową na Wschodzie 1941/1942[2]